# W73 (核弾頭)
W73はアメリカ合衆国が開発していた核弾頭。ロスアラモス国立研究所において、アメリカ海軍のAGM-53空対地ミサイル（1962年開発開始）向けに開発されていたが、AGM-53には通常弾頭を搭載し、核弾頭を搭載する計画は中止されたため、1970年9月に開発中止となった。
開発が中止されたため、詳細は公開されていない。推測ではB61核爆弾（1966年開発）の発展型の熱核弾頭であり、AGM-53の通常弾頭形状から直径17インチ、重量268kg程度のサイズになるものとされている。なお、AGM-53自身も1976年に開発中止されている。